# Más vale prevenir
Más vale prevenir fue un programa divulgativo emitido por Televisión española entre el 6 de julio de 1979 y 1987. El programa, de media hora de duración, se emitía los viernes a las 20 horas.

## Formato
Escrito, dirigido y presentado por el periodista Ramón Sánchez Ocaña, y con el asesoramiento del Ministerio de Sanidad se trataba de un espacio en el que, en tono didáctico, se abordaban cuestiones que afectaban directamente a la calidad de vida, la alimentación y, sobre todo, la salud de los ciudadanos. Así, el primer espacio se dedicó a los accidentes infantiles.
Entre las secciones con las que contaba, se incluían, Pregunte usted - con participación directa de los ciudadanos - y Sepa lo que come.
Considerado por el Grupo Joly uno de los cien mejores programas de la historia de la televisión en España.

## Temas abordados
Entre las cuestiones que se trataron en el espacio, figuran las siguientes:
- Lactancia materna versus lactancia artificial (10-8-79).
- Los problemas de obesidad (7-9-79).
- Estudio de las enfermedades cardiovasculares (26-10-79).
- El riñón (2-11-79).
- Primeros auxilios (9-11-79).
- Hipertensión (30-11-79).
- El desarrollo psicológico del niño (21-12-79).
- Los ojos de los niños (1-2-80).
- Úlcera duodenal (8-2-80).
- Incendios (11-4-80).
- La hepatitis (25-4-80).
- La sangre (29-5-80).
- Drogas (13-6-80).
- El mar (18-7-80).
- Primeros auxilios (8-8-80).
- Alimentación y salud (22-8-80).
- Pérdida del cabello (29-8-80).
- Alcohol y conducción (24-10-80).
- Planificación familiar (28-11-80).
- Vitaminas (26-12-80).
- Garganta, nariz y oídos (2-1-81).
- Las arritmias (4-10-85).
- El cerebro (29-11-85).
- El sida (9-1-87).
- Deshidratación (7-8-87).
- Alimentación en la tercera edad (14-8-87).
- Dieta y cáncer (16-10-87).
- Hemofilia (18-12-87).

## Repercusiones
El programa obtuvo el máximo interés de los espectadores, que lo convirtieron en uno de los más seguidos en la programación de la primera cadena de televisión en España. La fidelidad de la audiencia permitió que Más vale prevenir se mantuviese en pantalla durante cerca de ocho años.
Asimismo, obtuvo durante ocho años seguidos (1980-1987) el Premio televisivo TP de Oro, concedido por los lectores de la revista Teleprograma, al Mejor Programa Divulgativo y Cultural, además de un Premio Ondas en 1979.

## Diccionario de la Salud
Tras la cancelación del programa en 1987, se decidió programar Diccionario de la Salud, un espacio de similares características igualmente bajo responsabilidad de Sánchez Ocaña que se estrenó el 8 de enero de 1988 y se mantuvo 53 semanas en antena hasta el 6 de enero de 1989. El cambio de título vino acompañado con algunas alteraciones en el formato, y se introdujo la sección De la A a la Z sobre definiciones médicas.

## Libros
El creador del espacio, Sánchez-Ocaña, llevaría a la literatura divulgativa muchos de los temas abordados en el programa al publicar Más vale prevenir: La Gran Enciclopedia de la Salud.